# 1826
1826 (MDCCCXXVI) fue un año común comenzado en domingo según el calendario gregoriano.

## Acontecimientos

### Enero
- 1 de enero: en la recién creada República de Bolivia, el general Antonio José de Sucre es nombrado el primer presidente.
- 1 de enero: en México, Naucalpan se convierte en municipio del Estado de México.
- 14 de enero: en Chile, los chilenos invaden el archipiélago de Chiloé y vencen la resistencia chilota en los campos de Pudeto y Bellavista en el llamado combate de Bellavista.
- 15 de enero: en Chile, los chilenos y los españoles firman el Tratado de Tantauco que pone fin a la soberanía española y sella la anexión de Chiloé a la república. España pierde su último territorio en Sudamérica.
- 22 de enero: en Perú, termina el segundo sitio del Callao tras la capitulación de los españoles.
- 30 de enero: entre la isla de Anglesey y el país de Gales se inaugura el puente colgante Menai, diseñado por el ingeniero Thomas Telford.

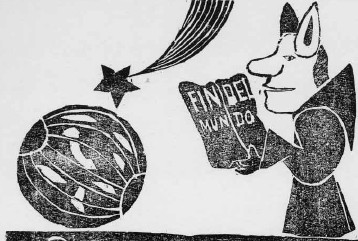
Ilustración de una lira popular chilena (periódico popular en décimas) relativa al paso del cometa Biela en 1877. El titular que acompaña la imagen es «Inevitable choque de la Tierra con el cometa Biela».

### Febrero
- 2 de febrero: el militar germano-austriaco (astrónomo aficionado) Wilhelm von Biela (1782-1856) descubre el cometa 3D/Biela.
- 8 de febrero: en Buenos Aires, el unitario Bernardino Rivadavia es designado el primer presidente de Argentina.
- 11 de febrero: en Inglaterra se funda la Universidad de Londres (actual University College London).
- 11 de febrero: en Vadtal (Guyarat) el gurú indio hinduista Swami Naraian (1781-1830) escribe el Siksa-patri, un importante texto dentro de su secta.
- 12 de febrero: en España, la villa de Pinoso se independiza de Monóvar (Día del Villazgo).
- 13 de febrero: en Estados Unidos se funda la Sociedad de Temperancia Estadounidense.
- 24 de febrero: los birmanos, derrotados por el Imperio británico, firman el Tratado de Yandabo, que termina la primera guerra anglo-birmana: ceden las provincias de Assam, Rakáin y Tenasserim, reconocen la independencia de Manipur, aceptan un tratado sobre el comercio y la presencia de un «protector» británico en su capital, Ava. La anexión de Assam por los británicos empeora las tensiones fronterizas con Bután. La producción de arroz y la madera se desarrolla en las zonas bajo control británico, mientras que la relativa estabilidad política conduce a un crecimiento masivo de la población.
- En febrero, en Groningen (Países Bajos) una marejada ciclónica rompe los diques. Se crean pantanos circundantes durante toda la primavera y el verano, que genera una epidemia de «fiebre intermitente» que afecta al 10 % de la población.

### Marzo
- 6 de marzo a 14 de abril: en el Reino Unido se celebran elecciones generales.
- 10 de marzo: El rey Juan VI de Portugal muere sin dejar ningún indicio de su sucesión. El Consejo de Regencia elige a su hijo mayor, Pedro I de Brasil. Pero como no puede pronunciarse acerca de la separación entre Brasil y Portugal, se esperaba que abdicara en favor de su hija Maria da Glória, de siete años de edad, que se debería casar unos años después con su tío Miguel. Pedro aceptó firmar una constitución. Miguel jura lealtad a la carta, lo que le permite ejercer la regencia con su amante desde 1828.

### Abril
- 1 de abril: Samuel Morey patenta el motor de combustión interna.
- 4 de abril: en San Petersburgo Rusia y el Imperio británico firman un tratado que ofrece mediación entre turcos y griegos. El protocolo prevé una intervención británica y rusa a favor de los griegos por su acceso a la autonomía bajo la soberanía del sultán otomano. Esto enfurece a Austria, fiel a los principios de la Santa Alianza.
- 10 de abril: finaliza el tercer sitio de Mesolonghi (Grecia), con la masacre de miles de defensores griegos a manos de los sitiadores otomanos.
- 30 de abril: Se lleva a cabo La Cosiata movimiento político que estalló en la ciudad de Valencia (Venezuela) llevada a cabo por el general José Antonio Páez, con la finalidad de separar a Venezuela de la Gran Colombia.

### Mayo
- 28 de mayo: Pedro I de Brasil abdica como rey de Portugal.
- 30 de mayo: en el Teatro San Carlo de Nápoles se estrena la ópera Bianca e Gernando, de Vincenzo Bellini.

### Junio
- 11 de junio: en el Río de la Plata, el almirante argentino-irlandés Guillermo Brown, al mando de cuatro buques, pone a la fuga a una escuadra del Imperio del Brasil que bloqueaba el puerto de Buenos Aires. (Combate de Los Pozos).
- 14 y 15 de junio: en Estambul (Turquía) sucede el «Incidente Afortunado»: Mahmud II, sultán del Imperio otomano, hace matar a 4000 jenízaros (guardias de corps).
- 20 de junio: El Imperio británico firma un tratado con el reino de Siam. Los sultanatos de Selangor y Perak, situados en la orilla occidental de la península de Malaca, obtienen su independencia. A cambio, la Perak británica entrega la isla Pangkor y el archipiélago Sembilan, para que puedan luchar contra la piratería. Siam obtiene el control de Kedah.
- 20 de junio: el Imperio británico firma un tratado comercial con Tailandia mediante el cual le concede diversos derechos y privilegios que aumentarán su influencia en todo Siam durante el siglo XIX.
- 21 de junio: en el marco de la guerra de Independencia de Grecia, comienza el intento de invasión otomano-egipcia a Mani (en la península del Peloponeso). Finalizará el 28 de agosto de 1826 con la victoria griega.
- Entre el 22 de junio y el 15 de julio: en el Congreso Anfictiónico de Panamá, el venezolano Simón Bolívar propone unificar las repúblicas de México, Centroamérica, la Gran Colombia y Perú. Los delegados no se ponen de acuerdo.

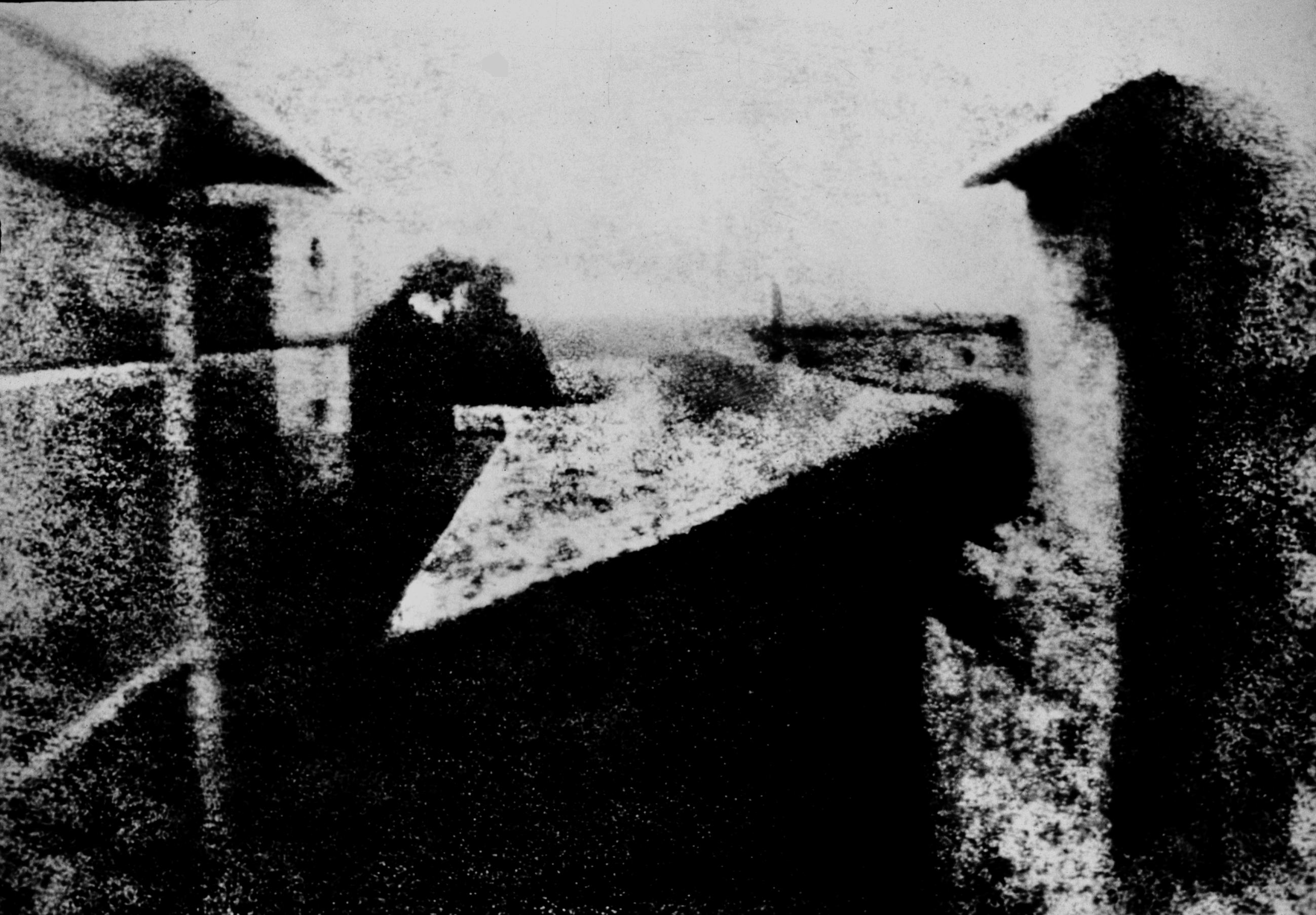
Punto de vista del Gras, primera fotografía, tomada en París.

- En junio, en Saint-Loup-de-Varennes (Francia), el científico Nicéphore Niepce obtiene la fotografía más antigua que se conserva, conocida como Point de vue du Gras (‘punto de vista del Gras’, que era la casa de Niepce. Obtuvo la imagen usando una cámara oscura y un soporte sensibilizado mediante una emulsión química de sales de plata. No obstante, el semiólogo Roland Barthes, en su obra La cámara lúcida, recoge una imagen de 1822 del propio Niepce.
- Principios de julio: Ludwig van Beethoven da los últimos toques a su Cuarteto de cuerda n.º 14 en do sostenido menor (opus 131), el principal de sus últimos cuartetos.

### Julio
- 16 de julio: comienza la cuarta y última guerra ruso-persa (las anteriores sucedieron en 1722-1723, 1796, y 1804-1813). Rusia se apodera de las provincias armenias (invasión que completará en 1828).
- 26 de julio: en Valencia (España) la Inquisición española perpetra el último auto-da-fe en ese país: ejecuta por ahorcamiento lento a un maestro de escuela con ideas deístas. Él será la última víctima de la Inquisición en España.

### Agosto
- En agosto, la aldea de Crawford Notch (Nuevo Hampshire, EE. UU.) sufre una avalancha. Entre los muertos se cuenta la familia Willey, en cuyo honor se nombró el monte Willey.
- 10 de agosto: en la Isla de Wight (Reino Unido) se lleva a cabo la primera regata Cowes.
- 18 de agosto: el explorador escocés Alexander Gordon Laing (31) es el primer europeo en llegar a la ciudad de Tombuctú. Será asesinado el 26 de septiembre de 1826 por sus guías árabes.

### Septiembre
- 21 de septiembre: en Canadá comienza la construcción del canal Rideau.
- 25 de septiembre: el sultán otomano firma con el zar ruso la Convención de Akkerman, como soborno del sultán a cambio de la neutralidad del zar en Grecia. Le da libertad de navegación por el estrecho de Dardanelos, y permite la autonomía de Serbia, Moldavia y Valaquia.

### Octubre
- 1 de octubre: en Escocia se inaugura el ferrocarril Monkland y Kirkintilloch.
- 7 de octubre: en Massachusetts se inaugura el ferrocarril Granite Railway.
- 14 de octubre: en Assam, una compañía de granaderos británicos se amotina. Con el pretexto del clima insalubre, se niegan a marchar contra aldeas civiles birmanas. Un consejo de guerra condenará a los oficiales a la pena de muerte.

### Noviembre
- 12 de noviembre: en Trenzano (Italia) cae un asteroide.
- 18 al 24 de noviembre: en las cercanías de la ciudad griega de Arájova (Beocia) los independentistas griegos, liderados por Georgios Karaiskakis, vencen al ejército otomano en la batalla de Arájova.

### Diciembre
- 28 de diciembre: en España, los aristócratas publican un manifiesto conservador en contra del rey Fernando VII, a quien consideran demasiado liberal, e instan a renunciar a la corona en favor de Carlos María Isidro de Borbón.

### Fecha desconocida
- En Tasmania se desarrolla la Guerra Negra entre colonos y aborígenes.
- En Portugal se desarrolla una guerra civil.
- En Austria, Franz Anton Kollowrath es nombrado miembro del Consejo de Estado.
- En Inglaterra se construye el primer túnel ferroviario entre Liverpool y Mánchester.
- El químico alemán Otto Unverdorben (1806-1873) aísla por primera vez la anilina mediante la destilación destructiva del añil.
- En Alemania, Ludwig Van Beethoven compone la Grosse Fuge.
- En Nueva York (Estados Unidos) se decreta el sufragio «universal» solo para varones de piel blanca.
- Lesson describe por primera vez la foca de Weddell (Leptonychotes weddellii).
- André-Marie Ampère publica Teoría de los fenómenos electrodinámicos.

## Nacimientos

### Enero
- 19 de enero: Juan José Cañas, poeta, militar, político, y diplomático salvadoreño (f. 1918).
- 26 de enero: Louis Favre, ingeniero francés (f. 1879).

### Marzo
- 10 de marzo: Louis-Ovide Brunet, botánico y clérigo canadiense (f. 1876)
- 24 de marzo: Matilda Joslyn Gage, feminista y sufragista estadounidense (f. 1898).
- 29 de marzo: Wilhelm Liebknecht, periodista y político alemán (f. 1900).
- 29 de marzo: Margarita Maza, política mexicana, esposa del presidente Benito Juárez (f. 1872).

### Abril
- 4 de abril: Zénobe Gramme, electricista belga (f. 1901).
- 6 de abril: Gustave Moreau, pintor francés (f. 1898).

### Mayo
- 3 de mayo: Carlos XV, rey sueco (f. 1872).
- 4 de mayo: Frederic Edwin Church, pintor estadounidense (f. 1900).
- 5 de mayo: Eugenia de Montijo, emperatriz francesa, esposa de Napoleón III (f. 1920).
- 10 de mayo: Henry Clifton Sorby, geólogo y microscopista británico (f. 1908).
- 11 de mayo: Mamerto Esquiú, religioso y político argentino.
- 16 de mayo: José Zapater y Ugeda, abogado y escritor valenciano  (f. 1899)
- 25 de mayo: Ralph T. H. Griffith, indólogo británico (f. 1906).

### Julio
- 4 de julio: Stephen Foster, músico y poeta estadounidense (f. 1864).

### Agosto
- 21 de agosto: Karl Gegenbaur, anatomista alemán (f. 1903).

### Septiembre
- 16 de septiembre: José Eusebio Otálora, presidente colombiano (f. 1885).
- 17 de septiembre: Bernhard Riemann, matemático alemán (f. 1866).
- 23 de septiembre: Aleksandr Afanásiev, escritor y folclorista ruso (f. 1871).

### Noviembre
- 13 de noviembre: Charles Frederick Worth, diseñador de modas británico (f. 1895).
- 15 de noviembre: Arístides Rojas, médico y periodista venezolano.
- 24 de noviembre: Carlo Collodi (Carlo Lorenzini), periodista y escritor italiano, autor de Las aventuras de Pinocho (f. 1890).

### Diciembre
- 2 de diciembre: Soledad Torres Acosta, religiosa española (f. 1887).
- 3 de diciembre: George B. McClellan, general estadounidense (f. 1885).

### Fechas desconocidas
- Cetshwayo kaMpande, rey zulú (f. 1884).

## Fallecimientos

### Enero
- 3 de enero: Louis Gabriel Suchet, mariscal francés (n. 1770).
- 17 de enero: Juan Crisóstomo de Arriaga, compositor español (n. 1806).

### Febrero
- 1 de febrero: Jean Anthelme Brillat-Savarin, jurista y gastrónomo francés (n. 1755).

### Marzo
- 10 de marzo: Juan VI, rey portugués entre 1816 y 1826 (n. 1767).
- 29 de marzo: Johann Heinrich Voss, poeta alemán (n. 1751).

### Mayo
- 15 de mayo: Johann Baptist von Spix, zoólogo y explorador alemán (n. 1781).

### Junio
- 5 de junio: Carl Maria von Weber, compositor alemán (n. 1786).

### Julio
- 4 de julio: John Adams, abogado estadounidense, presidente entre 1797 y 1801 (n. 1735).
- 4 de julio: Thomas Jefferson, arquitecto estadounidense, presidente entre 1801 y 1809 (n. 1743).
- 5 de julio: Stamford Raffles, gobernador colonial británico y fundador de Singapur (n. 1781).
- 22 de julio: Giuseppe Piazzi, astrónomo y sacerdote italiano (n. 1746).
- 31 de julio: Cayetano Ripoll, profesor español (n. 1778).

### Agosto
- 13 de agosto: René Laennec, físico francés, inventor del estetoscopio (n. 1781).

### Septiembre
- 26 de septiembre: Alexander Gordon Laing, explorador británico (n. 1793).

### Octubre
- 19 de octubre: François-Joseph Talma, actor francés (n. 1763).

### Noviembre
- 23 de noviembre: Johann Elert Bode, astrónomo alemán (n. 1747).

### Diciembre
- 7 de diciembre: John Flaxman, escultor, dibujante y grabador británico (n. 1755).
- 14 de diciembre: Conrad Malte-Brun, geógrafo francés de origen danés (n. 1755).